# Uwe Ackermann
Uwe Ackermann (ur. 12 września 1960 w Zwickau) – niemiecki lekkoatleta, płotkarz, medalista mistrzostw Europy. W czasie swojej kariery reprezentował Niemiecką Republikę Demokratyczną.

## Kariera sportowa
Specjalizował się w biegu na 400 metrów przez płotki. Zajął w tej konkurencji 4. miejsce na mistrzostwach Europy juniorów w 1979 w Bydgoszczy.
Zdobył brązowy medal w biegu na 400 metrów przez płotki na mistrzostwach Europy w 1982 w Atenach, przegrywając jedynie z Haraldem Schmidem z Republiki Federalnej Niemiec i Aleksandrem Jacewiczem ze Związku Radzieckiego.
Ackermann był mistrzem NRD w biegu na 400 metrów przez płotki w 1982, 1987 i 1988, wicemistrzem na tym dystansie w 1980 i 1986 oraz brązowym medalistą w 1979. Był również mistrzem NRD w sztafecie 4 × 400 metrów w 1987 i 1988.
9 lipca 1982 w Karl-Marx-Stadt ustanowił rekord NRD w biegu na 400 metrów przez płotki czasem 48,50 s. Wynik ten przetrwał jako rekord NRD do zjednoczenia Niemiec. Jest to 4. wynik w historii Niemiec według stanu na 31 grudnia 2020.